# Tychius parallelus

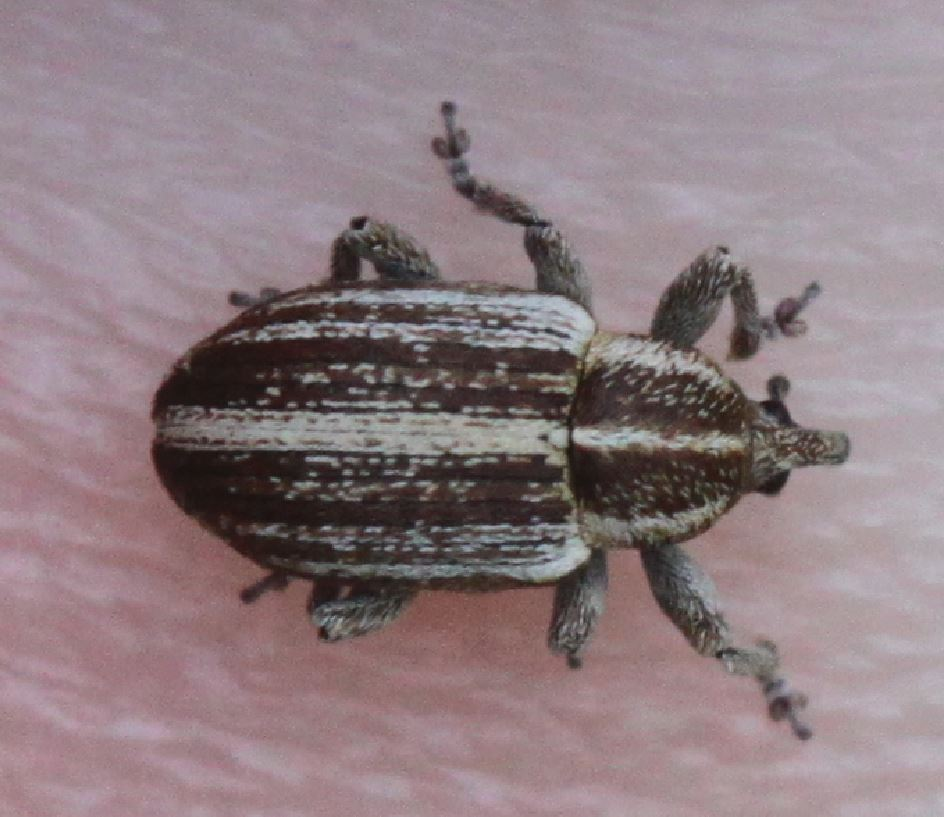
Tychius parallelus, Dorsalansicht

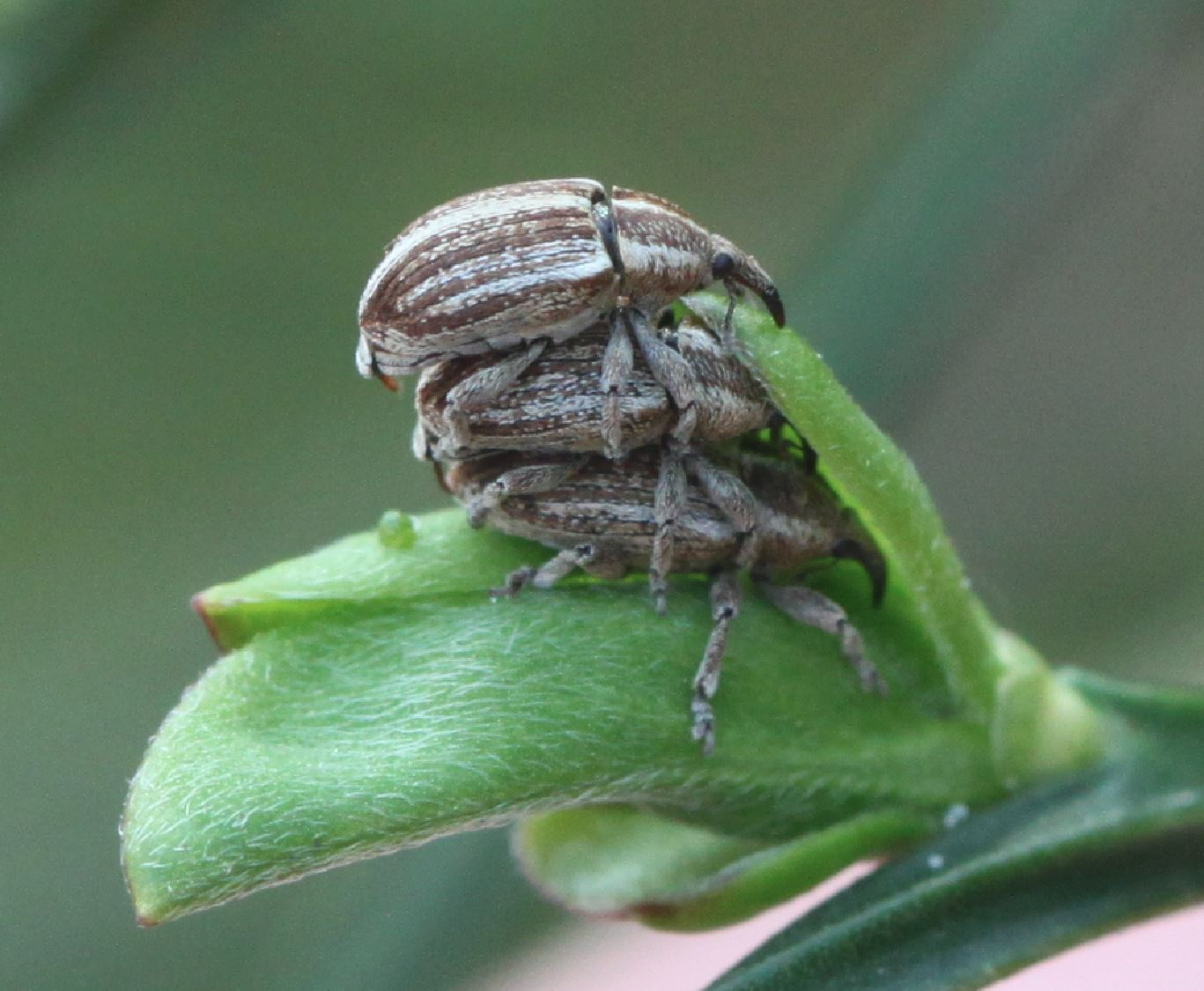
Tychius parallelus

Tychius parallelus ist ein Käfer aus der Familie der Rüsselkäfer (Curculionidae).

## Beschreibung
Die Käfer sind 3–3,8 mm lang (gemessen von der Vorderkante der Augen bis zum hinteren Ende der Deckflügel). Die Fühler und Beine sind rötlich gefärbt, letztere mit bräunlichen und grauen Schuppen bedeckt. Kopf, Halsschild und Deckflügel sind mit bräunlichen Schuppen bedeckt. Der Halsschild weist ein weißes Mittelband sowie jeweils ein weißes seitliches Längsband auf. Die Flügeldeckennaht sowie der 5. bis 7. Zwischenraum der Deckflügel ist gewöhnlich mit weißen Schuppen bedeckt.

## Ähnliche Arten
- Tychius schneideri – kleiner; abwechselnd goldbraune und weiße Streifen auf den Deckflügeln[2]

## Verbreitung
Die Käferart ist in Europa weit verbreitet. Ihr Vorkommen reicht im Norden bis nach England, Dänemark, Südschweden und ins Baltikum. Im Süden reicht das Vorkommen über die Iberische Halbinsel und Italien bis nach Nordafrika sowie im Osten bis in die östliche Paläarktis.

## Lebensweise
Die Larven der Käfer entwickeln sich in den Schoten der Hülsenfrüchte ihrer Wirtspflanzen. Zu diesen zählen verschiedene Geißklee- und Ginster-Arten wie Besenginster (Cytisus scoparius) und Österreich-Zwerggeißklee (Chamaecytisus austriacus) sowie Gewöhnlicher Flügelginster (Genista sagittalis) und Färber-Ginster (Genista tinctoria). Dies kann zu einer Verformung der Schoten führen. Die Verpuppung findet im Erdreich statt. Die ausgewachsenen Käfer erscheinen im zeitigen Frühjahr. Man beobachtet sie gewöhnlich von Anfang März bis Ende Mai.

## Gefährdung
Die Art gilt in Deutschland als ungefährdet.

## Taxonomie
In der Literatur finden sich folgende Synonyme:
- Curculio parallelus Panzer, 1794
- Tychius parallelus Olivier, 1807
- Tychius (Tychius) parallelus (Panzer, 1794)
- Tychius (Neotychius) parallelus (Panzer, 1794)
- Tychius albolineatus Ziegler, 1836
- Tychius bivittatus Marsham, 1802
- Tychius genistae auct. nec Boheman, 1843
- Tychius genistae Boheman, 1843
- Tychius (Neotychius) genistae Boheman, 1843
- Tychius pseudogenistae Penecke, 1922
- Tychius venustus auct. nec (Fabricius, 1787)